# Juan Yáñez (obispo de Cuenca)
Juan Yáñez (Toledo, ? -  Cuenca, 14 de diciembre de 1195) fue un eclesiástico castellano, primer obispo de Cuenca.

## Biografía
Nacido en el seno de la nobleza castellana, era descendiente de Diego Rodríguez Porcelos y biznieto de Pedro Ansúrez y Eylo Alfonso por línea paterna, y sobrino de Domingo de Guzmán por parte de madre.
Era arcediano de Calatrava durante el arzobispado de Cerebruno, cuando en 1177 Alfonso VIII de Castilla reconquistó a los musulmanes la ciudad de Cuenca y presentó a Juan Yáñez para ocupar su obispado, formado por la unión de las antiguas diócesis visigodas de Ercávica y Valeria. 
Confirmado en 1183 por el papa Lucio III, Yáñez formó el nuevo cabildo nombrando canónigos y dignidades de entre los de las diócesis de Burgos, Calahorra y Osma, dio constituciones para su gobierno, estableció beneficios e impulsó la construcción de la catedral.
| Predecesor: Nueva institución | Obispo de Cuenca 1183 - 1195 | Sucesor: Julián |